# Фонд Євразія
Фонд «Євр́азія» — приватна неприбуткова організація, фінансування якої здійснюється урядом США та іншими приватними та державними установами.

Починаючи з 1992 р., Фонд «Євразія» інвестував понад $290 млн, наданих урядом США, та $80 млн з інших джерел фінансування у більш як 8400 грантів та проектів технічної допомоги у Вірменії, Азербайджані, Білорусі, Грузії, Казахстані, Киргизстані, Молдові, Росії, Таджикистані, Туркменістані, Україні та Узбекистані.
Фонд підтримує програми, що охоплюють різноманітні аспекти економічних та демократичних реформ, спрямованих на підтримку організацій та громадян на місцевому рівні. Програмні напрямки Фонду «Євразія» включають розвиток громадянського суспільства, приватного підприємництва, реформування державного управління та місцевого самоврядування.
В Україні Фонд «Євразія» розпочав працювати у 1993 р. З того часу ФЄ інвестував понад $44 млн у гранти, кредити та проекти технічної допомоги, спрямовані на підтримку місцевих ініціатив з метою сприяння розвиткові приватного підприємництва, суспільно-державної політики, громадянського суспільства в Україні. Серед досягнень Фонду в Україні:
- в рамках програми кредитування малого бізнесу за 6 років надано 132 кредити на суму $6,8 млн;
- через проекти сприяння розвитку приватного підприємництва створено тисячі нових підприємств;
- спільно з Києво-Могилянською Академією засновано Консорціум економічних досліджень та освіти — магістерську програму з економіки, що відповідає західним стандартам. Відтепер на базі Консорціуму буде засновано Київську Школу Економіки за підтримки Фонду Віктора Пінчука;
- Засновано бюлетень Корпоративна соціальна відповідальність в Україні

У 2007 р. Фонд «Євразія» заснував Фонд «Східна Європа» — неурядову організацію, що продовжує найуспішніші програми Фонду «Євразія» в Україні.